# مدیسون اسکوئر گاردن
مَدیسون اِسکوئِر گاردِن (به انگلیسی: Madison Square Garden) که با نام‌های ام‌اس‌جی (MSG)، گاردن (Garden) یک استادیوم سرپوشیده چند منظوره و از مراکز عمومی و تفریحی نیویورک در کشور آمریکا است که به عنوان مشهورترین صحنهٔ جهان نیز شناخته می‌شود. مدیسون اسکوئر گاردن خانهٔ تیم‌های ورزشی نیویورک رنجرز و نیویورک نیکز نیز است.
علاوه بر مسابقات، کنسرتها و ویژه‌برنامه‌هایی همانند مراسم اهدای جایزهٔ گِرَمی نیز در این محل برگزار شده است.
نمایش سگ وستمینستر کنل کلاب نیز در این محل به صورت سالیانه برگزار می‌شود. همچنین این استادیوم میزبان دو مسابقهٔ اول (موسوم به نبرد قرن) و دوم از سه مسابقهٔ بوکس بین جو فریزیر و محمد علی کلی بوده است.
مدیوسن اسکوئر گاردن بعد از ورزشگاه منچستر ایوینینگ نیوز آرنا در شهر منچستر انگلستان و ورزشگاه اُتو آرنا در لندن انگلستان، شلوغ‌ترین صحنه یا آرِنای جهان (Arena) در عرصهٔ کنسرت‌های موسیقی است.
گوگوش خواننده سرشناس ایرانی، به عنوان تنها خوانده ایرانی است که موفق به اجرای برنامه در این سالن شده است .

## نگارخانه

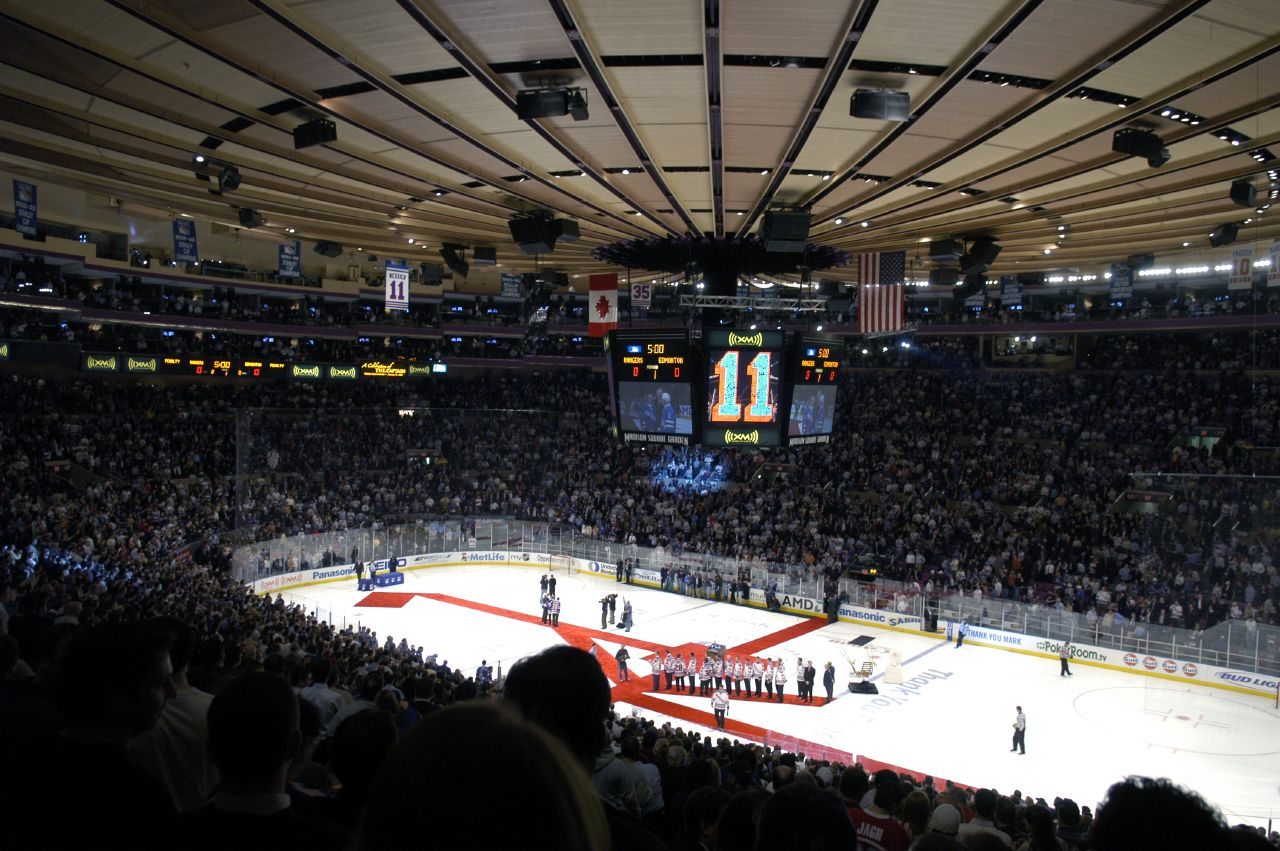
نمایی از میدان بزرگ و یک مسابقه هاکی روی یخ
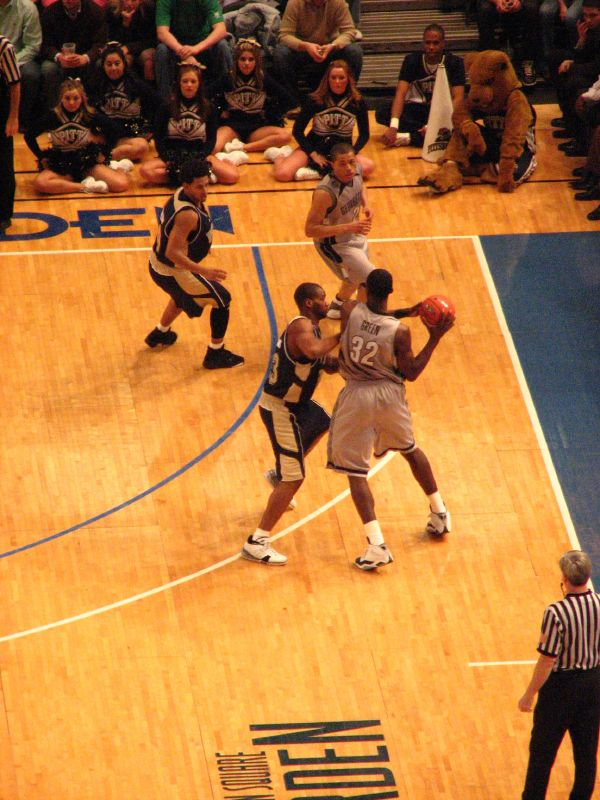
محل مسابقات بسکتبال ان بی ای
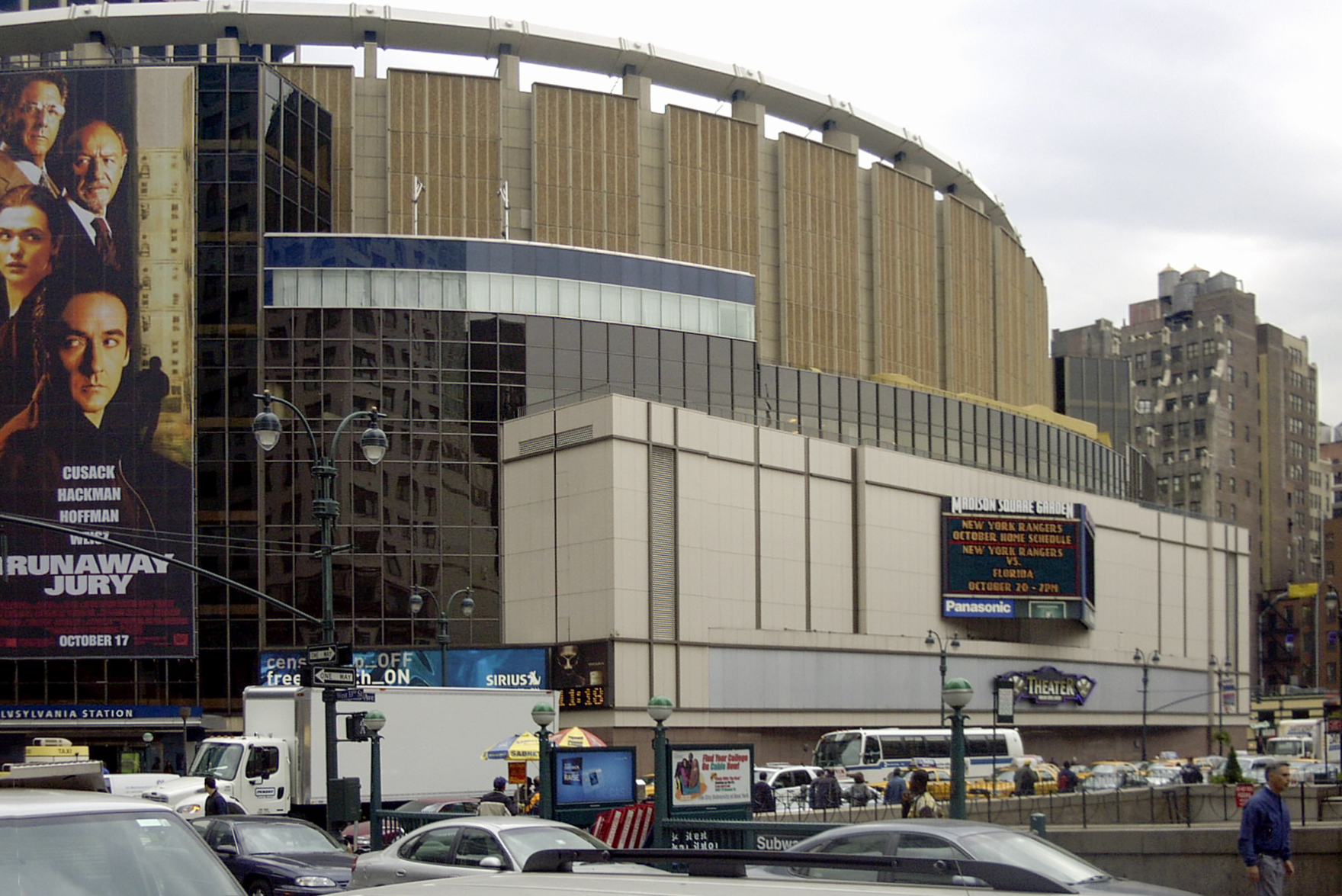
نما از بیرون.